# Lijst van Synaphridae
De lijst van Synaphridae bevat alle wetenschappelijk beschreven soorten spinnen uit de familie van Synaphridae.

## Africepheia
Africepheia Miller, 2007
- Africepheia madagascariensis Miller, 2007

## Cepheia
Cepheia Simon, 1894
- Cepheia longiseta (Simon, 1881)

## Synaphris
Synaphris Simon, 1894
- Synaphris agaetensis Wunderlich, 1987
- Synaphris calerensis Wunderlich, 1987
- Synaphris dalmatensis Wunderlich, 1980
- Synaphris franzi Wunderlich, 1987
- Synaphris lehtineni Marusik, Gnelitsa & Kovblyuk, 2005
- Synaphris letourneuxi (Simon, 1884)
- Synaphris orientalis Marusik & Lehtinen, 2003
- Synaphris saphrynis Lopardo, Hormiga & Melic, 2007
- Synaphris schlingeri Miller, 2007
- Synaphris toliara Miller, 2007